# آرثر دانيال
آرثر دانيال (بالإنجليزية: Arthur Daniel)‏ (3 يناير 1841 - 26 يناير 1873) هو لاعب كريكت بريطاني (وحمل سابقاً جنسية المملكة المتحدة لبريطانيا العظمى وأيرلندا).